# Bánh quẩy thừng

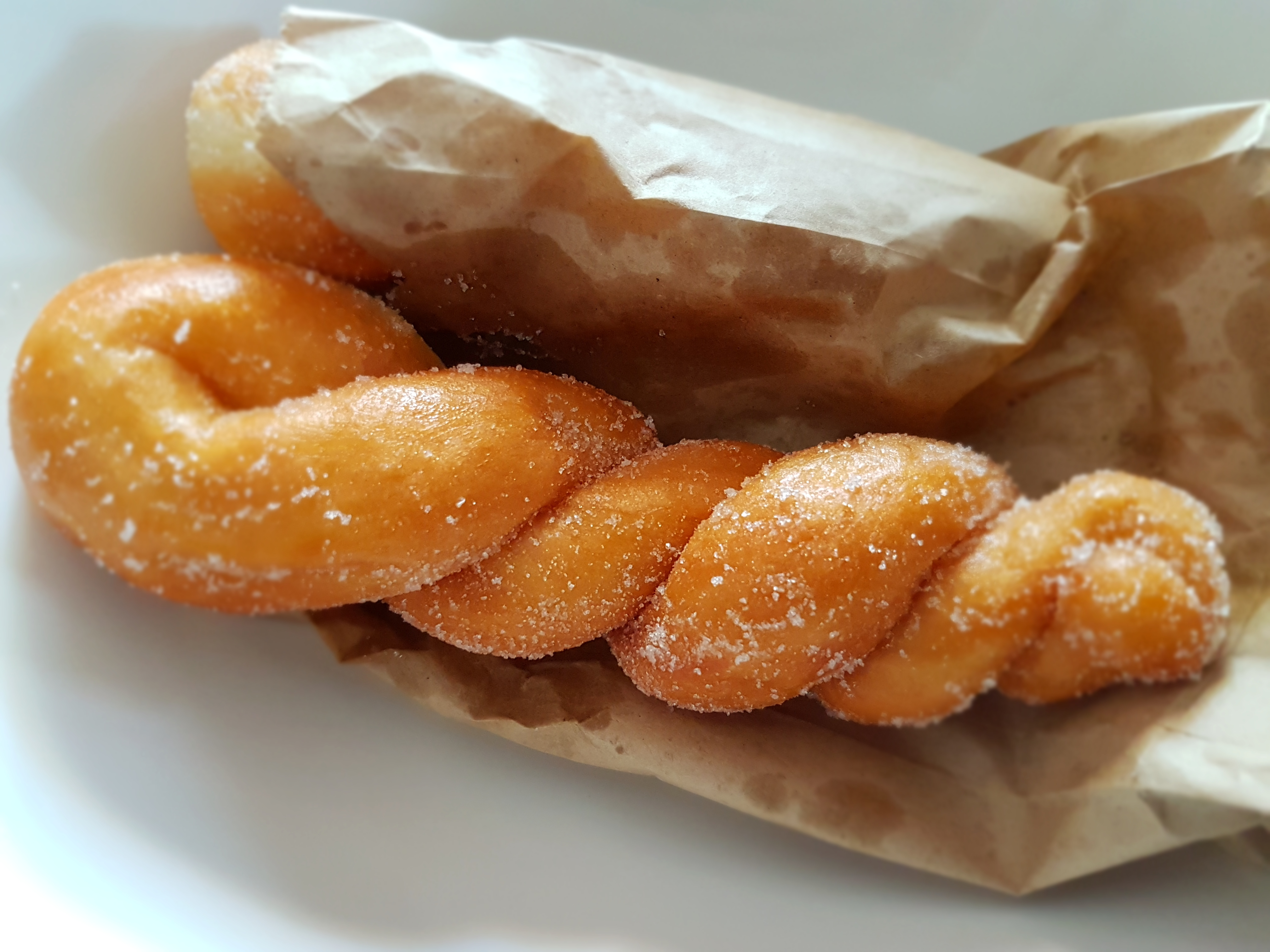
Món Shakoy của Phillipines

Bánh quẩy thừng hay còn gọi bánh vặn, bánh vặn thừng, bánh quai chèo, bánh quẩy đường là một món bánh ngọt phổ biến.

## Chế biến
Bánh quẩy thừng được làm từ bột gạo nếp, có khi trộn bột gạo tẻ, tạo hình hai sợi vặn xoắn lại với nhau, rán giòn, bên ngoài phủ đường.

## Món tương tự
Kiểu bánh tương tự bánh quẩy thừng rất phổ biến trong nhiều nền ẩm thực. Ở Hàn Quốc, có món kkwabaegi (꽈배기), ở Nhật Bản có món sakubei (索餅), ở Phillipine có món shakoy hay pilipit, ở Trung Quốc có món Bánh ma hoa (麻花), ở Ý có món treccia là các món tương tự món bánh quẩy thừng ở Việt Nam.